# Luật tố tụng
Luật tố tụng là lĩnh vực của luật pháp điều chỉnh quy trình tiến hành vụ việc pháp lý. Nó bao gồm các quy trình như ai có thể có quyền đệ đơn tới tòa, đệ đơn ra tòa như thế nào, cũng như quyền và nghĩa vụ của các bên tham gia tranh tụng. Luật tố tụng thường được coi như là luật "bổ trợ" do nó là các bộ luật liên quan đến việc các bộ luật khác được áp dụng như thế nào. Thông thường, nó bao gồm các quy định tố tụng dân sự và hình sự, nhưng nó có thể bao gồm cả luật điều chỉnh bằng cứ, trong đó xác định cách thức như thế nào được phép sử dụng để xác nhận chứng cứ, cũng như luật liên quan đến các phương thức khắc phục hậu quả.

## Luật tố tụng ở Việt Nam
Ở Việt Nam, trong hoạt động pháp luật chúng ta thường hay nhắc đến các lĩnh vực tố tụng bao gồm: tố tụng hình sự, tố tụng dân sự và tố tụng hành chính.
- Tố tụng hình sự: Nội dung tố tụng hình sự được quy định tại Bộ luật Tố tụng hình sự 2015[4] đã được Quốc hội khóa XIII, kỳ họp thứ 10 thông qua ngày 27/11/2015.
- Tố tụng dân sự: Quy định về tố tụng dân sự được quy định tại Bộ luật Tố tụng dân sự 2015[5] đã được Quốc hội khóa XIII, kỳ họp thứ 10 thông qua ngày 25/11/2015.
- Tố tụng hành chính: Luật Tố tụng hành chính 2015 được Quốc hội khóa XIII thông qua tại kỳ họp thứ 10, ngày 25/11/2015.

Ngoài ra, trong hoạt động thương mại còn xuất hiện cụm từ tố tụng cạnh tranh. Theo đó tố tụng cạnh tranh là hoạt động điều tra, xử lý vụ việc cạnh tranh và giải quyết khiếu nại quyết định xử lý vụ việc cạnh tranh theo trình tự, thủ tục quy định tại Luật Cạnh tranh 2018.